# Kanta Jojo
Kanta Jojo (japanisch 城定 幹大 Jojo Kanta; * 15. Februar 2001 in der Präfektur Saitama) ist ein japanischer Fußballspieler.

## Karriere
Kanta Jojo erlernte das Fußballspielen in der Schulmannschaft der Funabashi Municipal High School sowie in der Universitätsmannschaft der Sanno University. Seinen ersten Profivertrag unterschrieb er am 1. Februar 2023 beim Fukushima United FC. Der Verein aus Fukushima, einer Stadt in der gleichnamigen Präfektur, spielte in der dritten japanischen Liga. Sein Drittligadebüt gab Kanta Jojo am 5. März 2023 (1. Spieltag) im Auswärtsspiel gegen den FC Imabari. Bei der 1:0-Heimniederlage wurde er in der 74. Minute für Yūta Nobe eingewechselt. In seiner ersten Profisaison bestritt er 14 Drittligaspiele.